# Olivia Hallinan
Olivia Hallinan (Hounslow, 20 de janeiro de 1985) é uma atriz inglesa.

## Biografia
Hallinan é de Twickenham, oeste de Londres, e é a segunda mais jovem de quatro irmãs, incluindo Clemency Hallinan de The Inbetweeners e The X Factor.Olivia Hallinan começou treinando na escola teatral de sábado de sua mãe, All Expressions em Teddington aos onze anos, e seguiu a profissão de atriz. Após frequentar St Catherine's School em Twickenham, e Notting Hill & Ealing High School, em Ealing, Hallinan entrou na Universidade de Manchester para estudar Inglês e Drama.

## Filmografia
Jack Falls (2011) ... Natasha
Trial and Retribution XIV: Mirror Image (2007) (TV) (post-production) .... Charlotte
Sugar Rush .... Kim (20 episodes, 2005-2006)
Girls in Love .... Ellie (27 episodes, 2003-2005)
Doomwatch: Winter Angel (1999) (TV) .... Jessica Tannahill
Julia Jekyll and Harriet Hyde (1995) TV Series .... Julia Jekyll
Just William (1994) TV Series .... Susie Chambers
Mole's Christmas (1994) (TV)
Sprechende Grab, Das (1994) .... Poppi